# Liu Qing (friidrottare)
Liu Qing, född 28 april 1986, är en friidrottare från Kina. Hon deltog vid olympiska sommarspelen 2008.